# (7536) Fahrenheit
(7536) Fahrenheit ist ein Asteroid des Hauptgürtels, der am 21. November 1995 von den japanischen Astronomen Yoshisada Shimizu und Takeshi Urata am Nachi-Katsuura-Observatorium (IAU-Code 905) in der Präfektur Wakayama entdeckt wurde.
Der Asteroid wurde zu Ehren des deutschen Physikers und Begründers der Thermometrie Daniel Gabriel Fahrenheit (1686–1736) benannt, nach dem die Temperatureinheit Grad Fahrenheit (°F) benannt ist.